# 페넬로페 (소프트웨어)
페넬로페(Penelope)는 모질라 선더버드의 소스 코드에 기반한 유도라의 차기 버전으로서 오픈 소스로 개발하고 있는 이메일 클라이언트이다.
2006년 10월 11일, 퀄컴은 유도라의 소스 코드를 오픈 소스화하여 모질라 재단과 공동으로 모질라 선더버드의 기술에 기반해 개발, 오픈 소스화된 페넬로페의 첫 버전을 2007년 상반기에 공개할 예정이라고 발표하며 페넬로페 프로젝트가 발족했다.
페넬로페 프로젝트에는 유도라의 원개발자를 포함한 6명의 퀄컴 사원이 참가하고 있으며, 유도라와의 호환성을 최대한 유지하고 장기적으로는 모질라 선더버드와 개발 커뮤니티의 일원화를 바라고 있다. 또한 모질라 선더버드와 경쟁 관계가 아닌 보완 관계에 있고 싶다는 생각을 개발 방침으로 내걸었다.

## 로드맵
- 0.1판: 기존의 메일이나 연락처를 불러오는 기능 등 최소로 필요한 기능을 구현한다.
- 0.5판: 필터링 기능 불러오기나 사용자 인터페이스 설정 등 기존의 모험적인 유도라 유저에 맞춘다.
- 1.0판 (정식): 유도라의 전체 설정을 불러올 수 있고 사용자 인터페이스의 세부적인 설정 등 대부분의 유도라 사용자가 최적하게 사용할 수 있게 한다.

## 같이 보기
- 유도라